# Parathesis minutiflora
Parathesis minutiflora är en viveväxtart som beskrevs av C.L. Lundell. Parathesis minutiflora ingår i släktet Parathesis och familjen viveväxter. Inga underarter finns listade i Catalogue of Life.